# Jez Smiřice
Jez Smiřice je vodní stavba na Labi, která je ve správě státního podniku Povodí Labe. Nachází se na říčním kilometru 281,763 měřeno od státní hranice s Německem, resp. na říčním kilometru 171,7 podle kilometráže s nulou u Mělníka, na východním okraji města Smiřice, po kterém je pojmenována. Jedná se o první jez od soutoku Labe s Metují v Jaroměři a druhý nejvyšší jez na celém, více než třicetikilometrovém úseku Labe mezi přehradou Les Království a Pardubicemi. Následující je Jez Předměřice, který je současně vůbec nejvyšší v uvedeném úseku.
Jez je dobře přístupný z obou břehů. Podél pravého břehu Labe vede okolo jezu a dále až do Jaroměře cyklostezka. Zde se u jezu nachází také informační tabule. Na levém břehu vede až kousek nad jez (pouze pro pěší) ulice U Elektrárny.  
Udržováním vzduté hladiny v jezové zdrži na kótě 246,00 m n. m. vodní dílo plní následující funkce: 
- umožňuje odběry povrchové vody pro průmyslové a zemědělské využití,
- odtok vody z jezové zdrže slouží k výrobě elektrické energie ve dvou malých vodních elektrárnách,
- průběžné vypouštění 250 l/s do Mlýnského náhonu.[1]

## Historie a jednotlivé části jezu
Jez byl vybudován v reakci na povodně v roce 1925 a především jako součást realizace vodocestného programu úpravy středního Labe až po Jaroměř, jako náhrada za dva původní pevné jezy ve Smiřicích a Černožicích. Stavba jezu byla zahájena v roce 1930, ale brzo po zahájení stavby vznikly pochybnosti o parametrech jezu. Proto byl proveden hydrotechnický výzkum a na jeho základě byl projekt upraven a teprve od roku 1933 začala stavba naplno. Jez byl vybudován firmou Kress z Prahy a v původní podobě dokončen v roce 1936. Tehdy ještě jeho součástí nebyla vodní elektrárna, ta byla vybudována až v letech 1942–1953.

### Jez a nápustný objekt do Mlýnského náhonu
Pohyblivý jez je tvořen dvěma poli, každé o světlosti 11,0 metrů, která jsou hrazená dvojitými tabulemi typu Stoney, které jsou zavěšeny na Gallových řetězech a jejich pohyb je zajišťován pomocí zdvihacích mechanismů uložených na pilířových nástavbách. Celková hradicí výška jezu je 5,25 metrů, přičemž spodní tabule hradí 3,10 metru a horní 2,15 metru. Celkový objem jezové zdrže je 350 tisíc krychlovým metrů. Nominální vzdutá hladina je 246,00 m n. m. s povolenou tolerancí kolísání hladiny ±10 cm.
Na pravém břehu nad jezem je situován nápustný objekt do Mlýnského náhodu, který je hrazen dvojitým stavidlem o hradicí výšce 2,8 metru. Před vtokem je umístěna dále popsaná malá vodní elektrárna.

### Dvě malé vodní elektrárny
Větší z dvojice malých vodních elektráren (MVE) je umístěna u levého jezové pilíře. V této elektrárně je instalována jedna Kaplanova turbína o maximální hltnosti 34,2 m3/s a instalovaném výkonu 2400 kW. Elektrárna byla rekonstruována v letech 2011–2012 s využitím Evropského fondu pro regionální rozvoj. Tato MVE se svým výkonem řadí do podkategorie průmyslové MVE (nad 1 MW), podle režimu nakládání s vodou jde o MVE průtokovou, podle spádu jde o MVE nízkotlakou.
Druhá, mnohem menší, vodní elektrárna je umístěna před vtokem do Mlýnského náhonu. Hltnost této elektrárny je 0,250 m3/s a instalovaný výkon je 5,5 kW. Svým výkonem tak patří do podkategorie „domácí“ MVE (do 35 kW), podle režimu nakládání s vodou jde opět o MVE průtokovou, podle spádu jde o MVE nízkotlakou. 
Rozdělení vlastnictví a správy vodního díla: Povodí Labe patří jez, opevnění v nadjezí a podjezí a vodní elektrárna na nápustném objektu. Společnosti Energo-pro, a.s. Svitavy patří vodní elektrárna u jezu, včetně vtokového a výtokového objektu a opěrných zdí.

## Zajímavost na Labi nedaleko jezu
Jen asi 250 metrů pod jezem (po proudu) překračují Labe hned dva souběžně stojící mosty. Blíže k jezu je novější silniční most (ulice Palackého) a zajišťuje spojení Smiřic s okolními obcemi (např. Vlkov, Smržov, Hubíles, Číbuz, Skalice a mnohé další).
Jen o pár metrů níže stojí obloukový Tyršův most, který je poměrně významnou památkou silničního stavitelství. Postaven byl v letech 1930–1933, v rámci úprav řečiště Labe a víceméně souběžně se stavbou jezu Smiřice. Silničnímu provozu sloužil do roku 1981, kdy byl otevřen výše popsaný most nový. Dnes je Tyršův most přístupný pouze pro pěší a cyklisty.    

## Fotogalerie

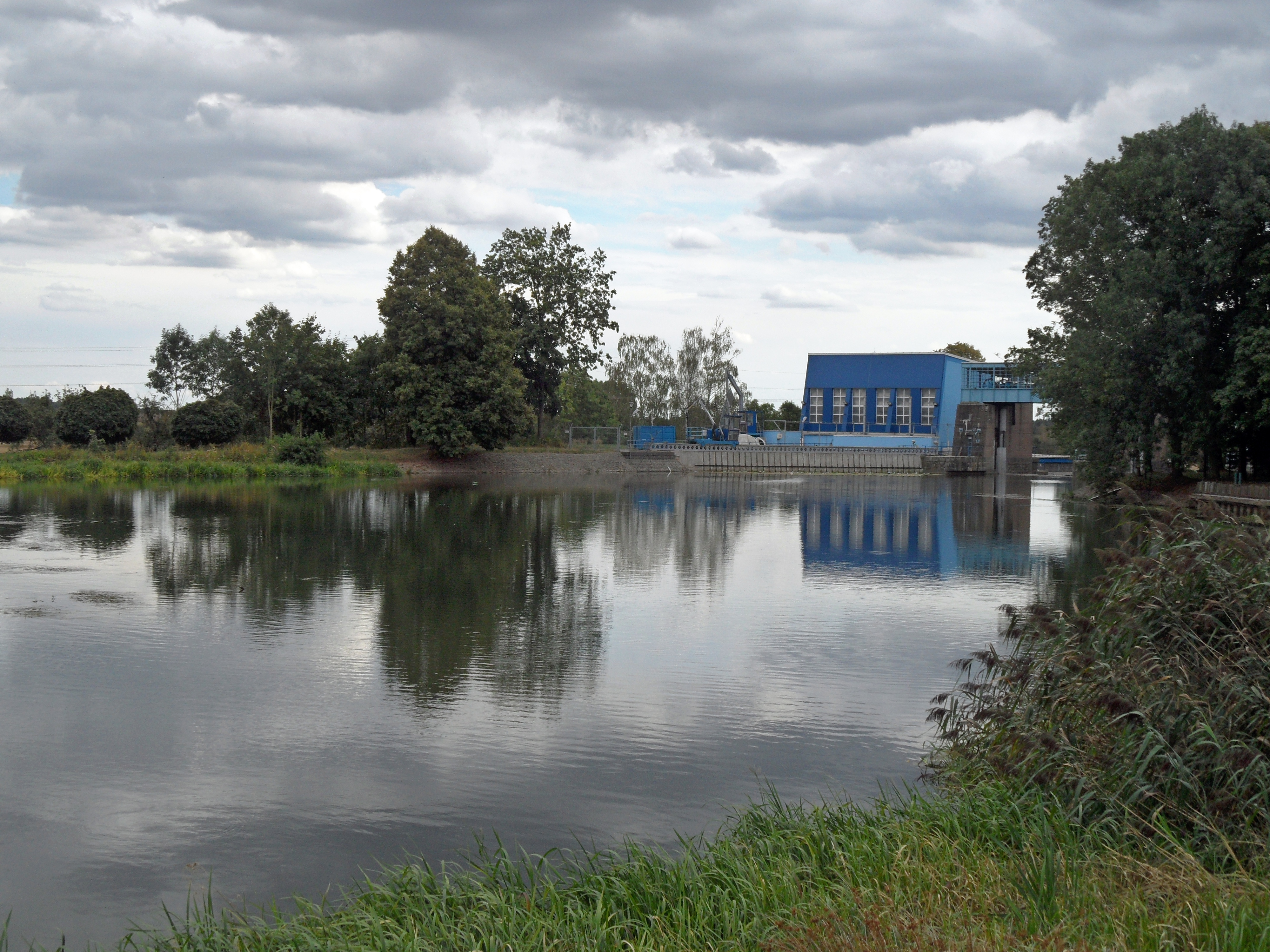
Horní část jezu, pohled z pravého břehu
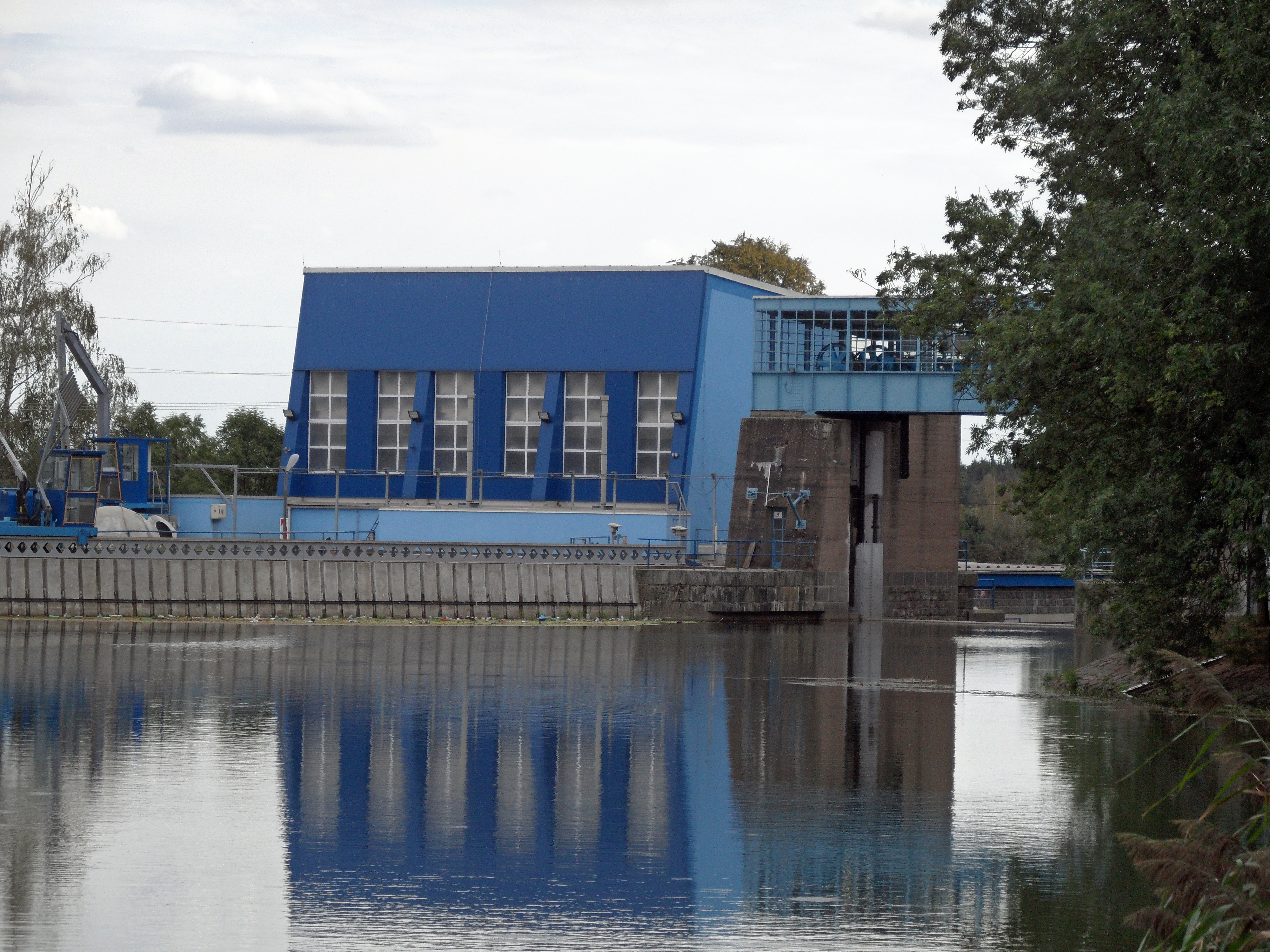
Detail horní části
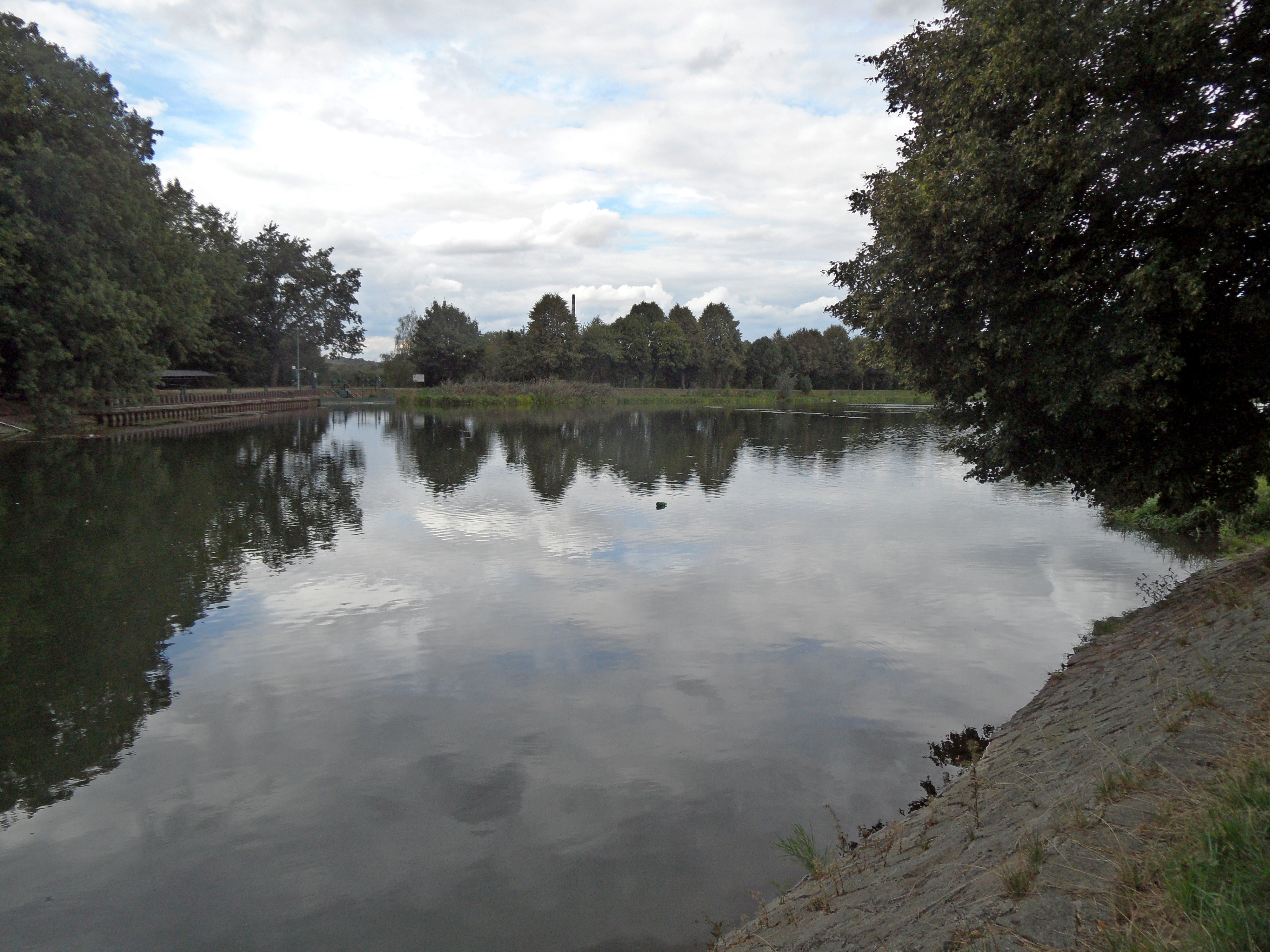
Vzduté Labe těsně nad jezem
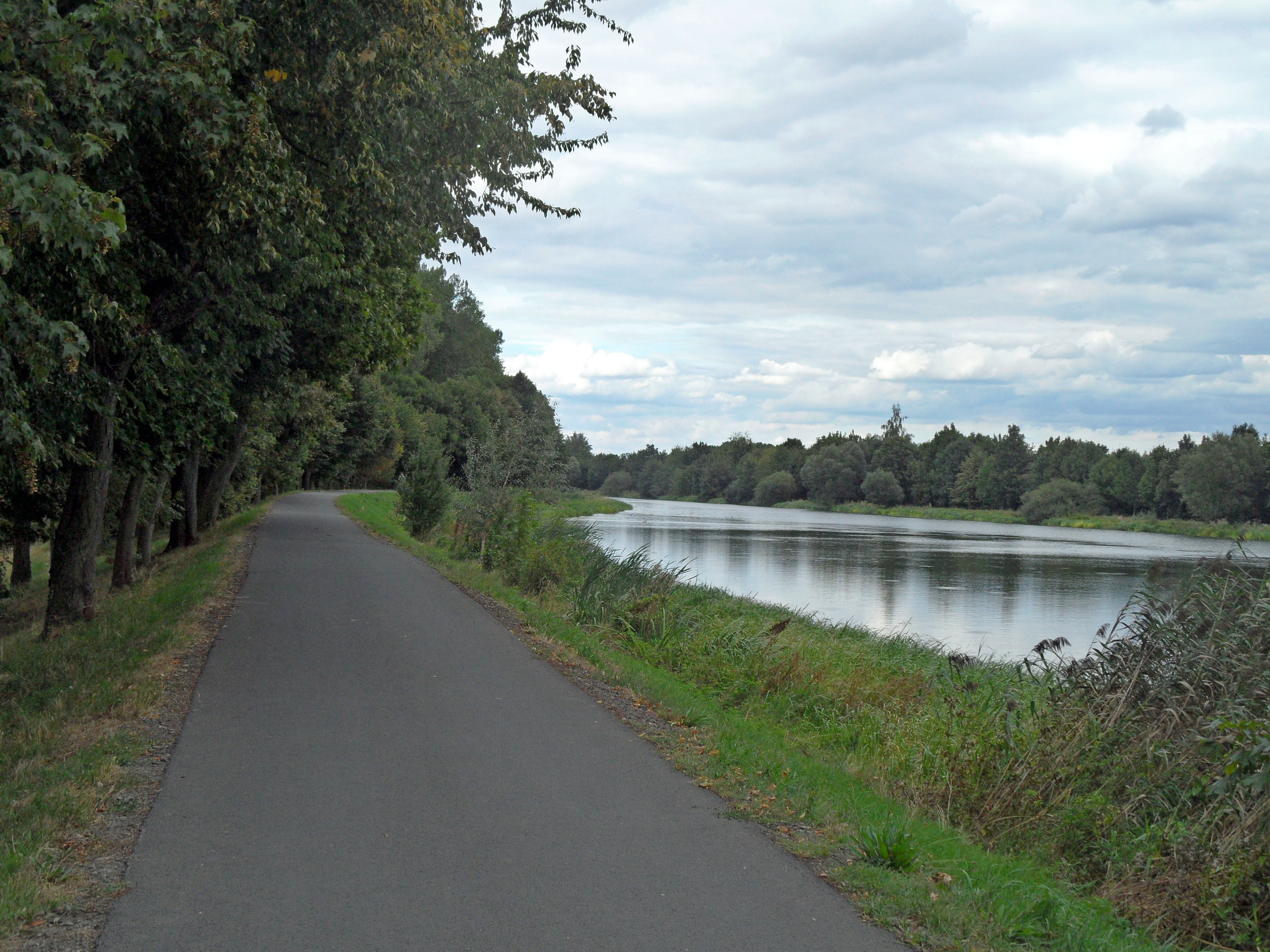
Labe a cyklostezka nad jezem, pohled proti proudu
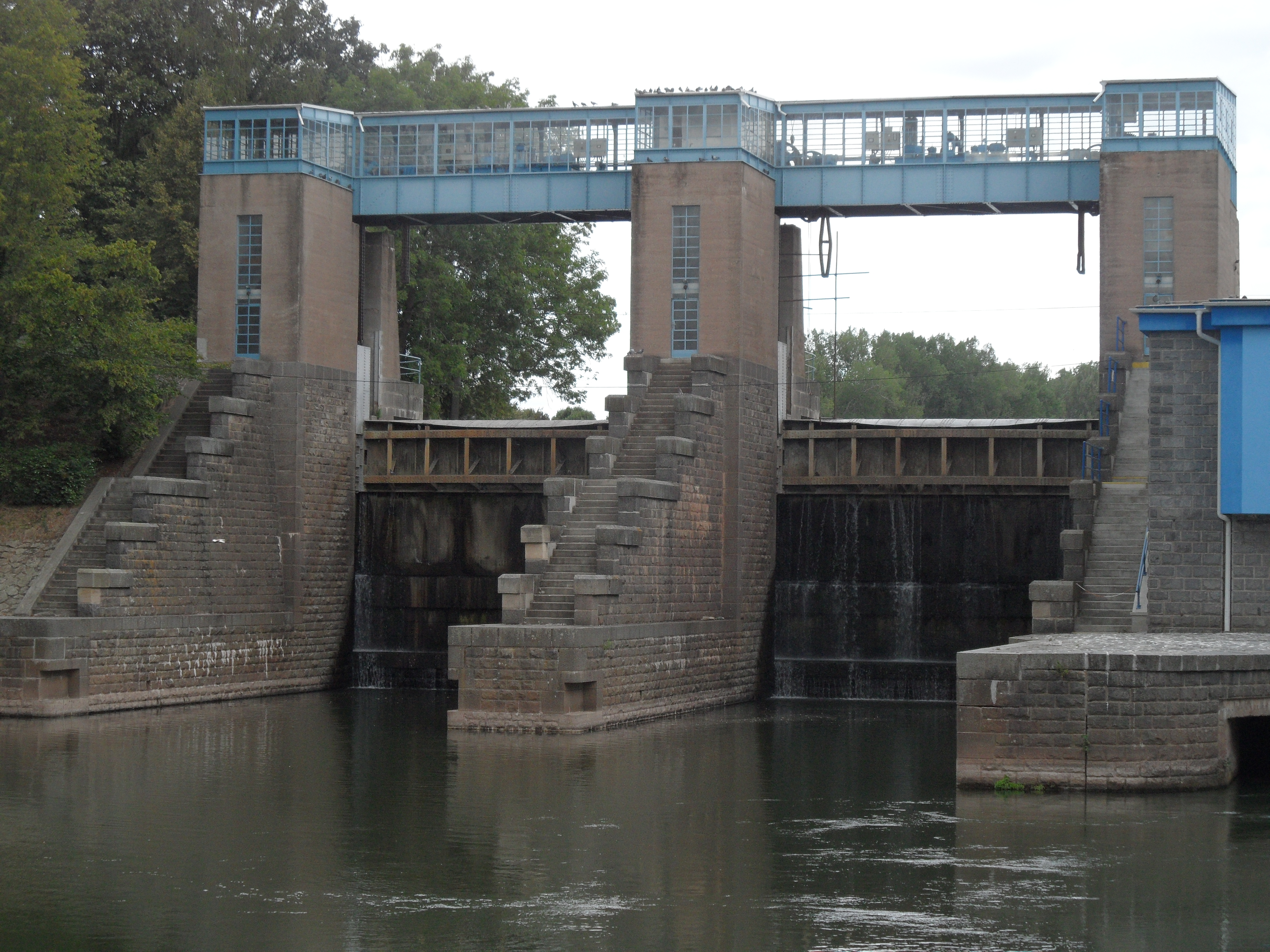
Detail dolní části jezu
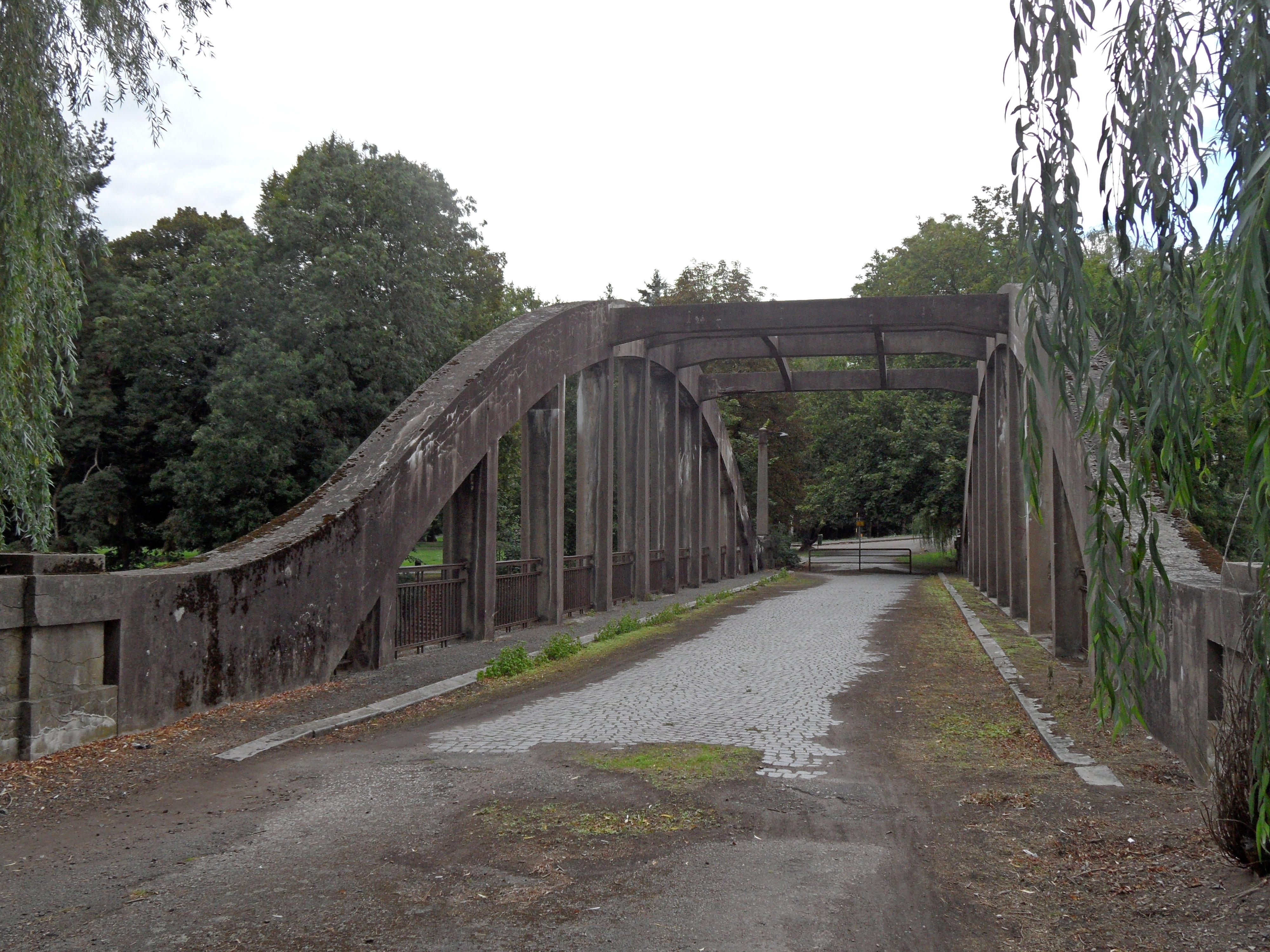
Tyršův most, asi 250 m pod jezem